# Nelson Shack
Nelson Eduardo Shack Yalta (19 de octubre de 1971) es un economista peruano y fue contralor general de la República del Perú hasta el 25 de julio de 2024.
Amplia experiencia directiva en la administración pública. Realizó consultorías internacionales y trabajos para el Banco Interamericano de Desarrollo, Banco Mundial, Delegación de la Comisión Europea y la Comisión Económica para América Latina en más de una docena de países de la región en temas de gestión presupuestaría, planificación estratégica, programación de inversiones, auditorias de desempeño, evaluaciones de gasto público y rendición de cuentas, y análisis de la calidad del gasto en áreas de Seguridad y Justicia.
Se ha desempeñado como coordinador del Proyecto para el Mejoramiento de los Servicios de Justicia en el Perú. Ha sido miembro del Consejo Consultivo de la Presidencia del Poder Judicial, director general de presupuesto público, director general de asuntos económicos y sociales del Ministerio de Economía y Finanzas, así como director del Banco de la Nación. Es autor de diversas publicaciones e investigaciones especializadas, y es docente a tiempo parcial en las escuelas de posgrado de la Universidad del Pacífico, Universidad Continental y de la Universidad ESAN.

## Estudios
Egresado de la Facultad de Economía de la Universidad del Pacífico (1988-1992), magíster en Gestión y Políticas Públicas, Finanzas Públicas y Políticas Sociales por la Universidad de Chile (1996-1997). Especialista en Gestión Municipal y Gestión Pública Municipal por la Universidad ESAN (2001-2006).

## Designación como contralor general
Luego de la remoción de Edgar Alarcón por parte del Congreso, el presidente Pedro Pablo Kuczynski propuso a Nelson Shack para ocupar el cargo de contralor general de la República del Perú, en el período 2017-2024. Mediante Resolución Suprema n.° 100-2017-PCM. Posteriormente, la Comisión Permanente del Congreso de la República decidió aceptar la propuesta y lo nombró como contralor. Mediante Resolución Legislativa del Congreso n.° 016-2016-2017-CR, de fecha 19 de julio de 2017, que fue publicada en el diario oficial El Peruano el 20 de julio de 2017.

## Publicaciones
- La reforma del control gubernamental: balance y perspectivas al quinquenio de su implementación 2018-2022 (2023)[5]
- Principales desafíos del presupuesto participativo en el Perú a los 20 años de la Ley n.º 28056 (2023)[6]
- Incidencia de la corrupción y la inconducta funcional en el Perú 2020. Documento de política en control gubernamental (2021)[7]
- El control concurrente: estimando cuantitativamente sus beneficios (2021)[8]
- Cálculo del tamaño de la corrupción y la inconducta funcional en el Perú: una aproximación exploratoria (2020)[9]
- Control específico: un control posterior célere y focal (2020)[10]
- Seis años de la gestión para resultados en el Perú 2007-2013 (2017)[11]
- Identificación de buenas prácticas para el fortalecimiento de la gobernanza subnacional (2014)